# 北原ななせ
北原 ななせ（きたはら ななせ、1970年4月16日 - ）は、日本のAV女優。

## 略歴
1990年に「電気うなぎに御用心」でAVデビュー。旅行代理店のOLからAVへと転身。

## 人物
趣味:読書。テニス。

## 出演作品

### アダルトビデオ
1990年
- 電気うなぎに御用心（1月10日、AROX AG-002）※デビュー作
- 下着泥棒 脱ぎたてのホッカホカ（AROX AG-007）
- 吸精虫 2（アイダス TB-1012）
- 絶叫体感 クセになりそう（シャイ企画 FE-021）
- グリーンドア 3　肉まん突くつく娘（AROX AG-018）

1991年
- ベストコレクション あいだもも・青山ちはる・北原ななせ（1月1日、シャイ企画 FE-033）全3名
- 私の体にエッチして（2月7日、シェール HRC-66）
- 炎上（3月5日、パピヨン PA-77）
- やは肌のあつき血潮にえらいこっちゃ（3月21日、クリスタル映像 SR-23）
- キスだけでぬるぬる（4月26日、クリスタル映像 KW-7062）
- 裏の裏までなぞって（5月25日、ホップビデオ/マリアナ CX-111）
- お嬢さま婦人科診察室 森川いづみ・北原ななせ・岡本亜衣（5月25日、二見書房 MV-051）全3名
- マドンナメイトスペシャル 特撮版 2（5月25日、二見書房）全14名
- ザ・ナースメモリー 5 北原ななせ・吉川りりあ 他（6月、笠倉出版社）
- AV TOPギャルズベスト10 2 あぶない贈り物（7月5日、笠倉出版社 AVJ32-45）全10名
- ナース快楽館 4 朝比奈めぐみ・河合美果・北原ななせ・一の樹愛・吉川りりあ 全5名（8月10日、ファイブスター FV-8876）
- スーパーボディコン（8月18日、大陸書房 PV-1598）全10名
- スイートメッセージ（9月17日、ヴェスコインターナショナル MAS-038）※「私の体にエッチして」を再編集したもの
- ウェディング・ドール（11月1日、大洋図書）
- AV TOPギャルズベスト10 3 あぶない贈り物（12月15日、笠倉出版社 AVJ32-77）全10名
- ボンデージ・ファミリー（12月20日、大洋図書）全4名
- くわえん棒（ロコ SRC-001）
- 失神LOVERS（ステラ STV-1043）
- 微少女 VOL.1（パステル PS-001）※イメージビデオ
- MONTHLIY GLORIA 創刊顔シャ号（AROX AG-033）全7名
- 大洪水の女たち（ホップビデオ TY-12）全6名
- 顔面シャワーエレクト 10+5 PART.13（クリスタル映像 CS-24）全15名
- 名器百選（アイダス CS-24）全5名
- イヤよイヤよも好きのうち（芳友舎 ASV-020）

1992年
- 100人のマドンナ 2（2月15日、笠倉出版社 CAV32-92）全25名
- 真夜中にすすって 北原ななせ（3月16日、笠倉出版社）
- ナース天国スペシャル（8月14日、笠倉出版社）全20名
- 涙のエクスタシー（アイダス）

1993年
- 高級オナペット倶楽部 3 小林愛美・吉川りりあ・北原ななせ 他（5月13日、明文社）
- 平成マドンナ 100選 4（12月22日、笠倉出版社）全25名

1996年
- 復刻廉価版 ウェディング・ドール（10月15日、大洋図書 606012）

2000年
- クリスタル15年史（7月28日、クリスタル映像 MMDV-010）全50名
- 8時間耐久AV（9月29日、ロイヤルアート MKDV-043）全60名

2001年
- Allure 2000 vol.1（8月17日、メディアバンク ARD-027）全8名
- お宝ガールズ '91～'95（9月6日、クリスタル映像 HE-34）全20名

2002年
- アリスJAPAN 2003（12月13日、アリスJAPAN DV-200）全24名
- AV20年史 Deluxe 2（12月20日、FIVE STAR DAJ-2）全100名

2003年
- プロジェクトXXX フェロモン女優セレクション（7月18日、日本メディアサプライ TBD-2803）全10名

2004年
- 90's Selection vol.2 北原ななせ・小林愛美・かとう由梨（12月17日、シャイ企画）全3名 ※「絶叫体感 クセになりそう/北原ななせ」「高級秘書倶楽部2/小林愛美」「ノックアウトBODY/かとう由」を収録

2005年
- LEGEND GIRLS 5 佐伯祐里・小沢奈美・憂花かすみ・水無月小夜・北原ななせ（1月14日、アリスJAPAN TBD-051）全5名
- アリス・メモリアル 1991（10月14日、アリスJAPAN DV-532）全4名

2007年
- Legend 北原ななせ（7月27日、エー・エス・ジェイ/Graffiti GRA-029）※「下着泥棒 脱ぎたてのホッカホカ」「グリーンドアIII 肉まん突くつく娘」「電気うなぎに御用心」「乱れ FUCK」を収録

2011年
- 復刻 キスだけでぬるぬる 北原ななせ（2月25日、アリスJAPAN PDV-134）

発売年不明
- Wai Wai くらぶ 創刊4号 北原ななせ・小泉麻衣・森瀬千夏 他（リイド社）VHS
- 超絶頂伝説 5 お尻もちゃげてバック責め編（まんかい30 MKS-005）VHS 全30名
- シャネル 3 まんぐり返し編（オオツカ・ビジネス C-03）VHS 全4名
- 連発ZAURUS GOLD 13 有賀美穂・北原ななせ・小林ちえ・松森麻美 ほか多数（ワイルド・セブン RZG-013）VHS

### アダルトビデオ（無修正）
- スーパーアイドル VOL.34 北原ななせ（2004年1月9日、ファンタドリーム FDD1234）
- スーパーアイドル Vol.47 (2枚組み) 白石ひとみ・樹まり子・憂木瞳・北原ななせ・星崎るな・松田千夏・冬木あづさ（2005年9月28日、ファンタドリーム FDD1247）

## 出版

### 写真集
- 『ビデオアイドルコレクション30通のラブレター』渡辺由架 小森愛 ほか(1991年1月1日、英知出版) 撮影:木村智哉 全30名
- TOKYO美少女変身物語 ビザールNo.1 香坂未来・北原ななせ 他 全5名（1991年8月10日、綜合図書）撮影:上野いさむ
- 本番・生撮り写真集 有吉奈生子・北原ななせ（FROM Z）

### 雑誌
- ベストビデオ 1990年12月号 ※巻頭カラー:北原ななせ、1991年8月号、9月号（三和出版）
- ヤングエンジェル 1991年1月号（蒼竜社）
- オトメクラブ 1991年2月号（白夜書房）
- 魅惑のランジェリー 1991年2月号、10月号（光彩書房）
- 熱烈投稿 1991年3月号（少年出版）
- 純情エンジェル 1991年3月号（蒼竜社）
- GIRL Friends 1991年3月号（若生出版）
- ビデオ・ザ・ワールド 1991年4月号（白夜書房）※表紙:北原ななせ
- GRACE 1991年4月号、12月号（若生出版）
- URECCO 1991年5月号、7月号（ミリオン出版）
- ベスト・ランジェリー No.14（1991年6月15日、光彩書房）
- ベストカメラ 1991年6月号（少年画報社）
- ACTRESS 1991年6月号、7月号、8月号（リイド社）
- 下着ファッション No.36（1991年7月15日、光彩書房）
- SEXY BODIES（1991年7月25日、司書房）
- ビデオボーイ 1991年7月号（英知出版）
- オレンジ通信 1991年7月号（東京三世社）
- ザ・ヒットMAGAZINE 1991年7月号（三和出版）
- Beppin 1991年8月号（英知出版）
- アップル通信 1991年8月号（三和出版）
- TOP TEN MATE 1991年8月号、9月号、1991年4月号（若生出版）
- さくらんぼ通信 No.60 1991年9月号（大洋図書）
- GOKUH 1991年10月号（英知出版）
- フォクシー・ビーナス（1991年12月25日、司書房）
- CONTINENTAL GiG! URECCO 1992年1月20日増刊号（ミリオン出版）
- Beppin-School 1992年2月号（英知出版）
- ぞっこん美少女 PART18（1992年3月15日、白夜書房）
- ランジェリー・コレクション No.14（1992年8月30日、光彩書房）
- ビデオ・ザ・ワールド 1994年4月号（コアマガジン）
- 熱い夜 AVギャル編（?、マスコット出版）
- ソコまでやるかぁ～ 仁科ひとみ・北原ななせ（?、翌檜社）

### 書籍
- 危険な魅力（?、エールコーポレーション）※ビニ本